# Manlig rösträtt
Manlig rösträtt innebär att män i myndig ålder får rösta. 

## Sverige
En begränsad manlig rösträtt till riksdagens andra kammare infördes i Sverige 1909.
Rösträtten hade drivits fram med argument om att de som genom militärplikten tvingades att gå i döden för sitt land också borde ha rätt att rösta. Detta gjorde att värnpliktsvägrare saknade rösträtt, något som gällde fram till 1922. Valet till andra kammaren 1924 var därmed det första valet då män generellt fick rösta.